# Juan René Serrano
Juan René Serrano, född 23 februari 1984, är en mexikansk bågskytt. Han deltog vid olympiska sommarspelen 2004, 2008 och 2012.